# العلم الكلداني
هو العلم الرسمي للقومية البابلية الكلدانية وتم اعتماده يوم 17 ايار يصادف يوم العلم الكلداني وهو أحد الاعياد القومية الكلدانية لانه يصادف تحرير بابل ومن أجل تكريم الملك الكلداني نبوبلاصر مؤسس السلالة الإمبراطورية المعروفة بالسلالة الكلدانية الإمبراطورية ومحرر بابل في يوم السابع عشر من شهر ايار عام 4674 كلدانية والموافقة لتاريخ 17 أيار 626 ق.م، وبالتالي تسنمه عرش عاصمة العالم القديم بتاريخ 23 تشرين الثاني عام 626 ق.م .

## اوصاف ورموز العلم
ي
مثل الخطان العموديان نهري دجلة والفرات الخالدين اللذين ينبعان من الشمال ويصبان في الجنوب ويرمزان للوفرة والعطاء، فيما ترمز الاضلاع والاشعاعات الثمانية والقرص الدائري الأصفر للشمس رمز الخير والعدل والمساواة والمدنية، وإذا ما وضعنا الدائرة الداخلية الزرقاء التي تمثل القمر فانهما سيرمزان للاجرام السماوية الرئيسة في المعتقد البابلي الكلداني ويرمزان ضمناً إلى حضارة الكلدان وأبتكارتهم في مجال العلوم ومنها علم الفللك الكلداني القديم الذي يعد أساس علم الفللك المعاصر